# Станнид калия
Станнид калия — бинарное интерметаллическое неорганическое соединение
калия и олова с формулой KSn,
кристаллы.

## Получение
- Сплавление стехиометрических количеств чистых веществ:

{\displaystyle {\mathsf {K+Sn\ {\xrightarrow {740^{o}C}}\ KSn}}}

## Физические свойства
Станнид калия образует кристаллы
тетрагональной сингонии,
пространственная группа I 41/acd,
параметры ячейки a = 1,142 нм, c = 1,857 нм, Z = 32,
структура типа свинецнатрия NaPb
.
Соединение образуется по перитектической реакции при температуре 740°С .
По другим данным  соединение конгруэнтно плавится при температуре 830°С и в нём при температуре 670°С происходит фазовый переход.